# Alexei Pavlovich Fedchenko
Alexei Pavlovich Fedchenko (Алексей Павлович Федченко) (Irkutsk, 7 de fevereiro de 1844 – Chamonix-Mont-Blanc, 15 de setembro de 1873) foi um explorador e naturalista russo.

## Biografia
Estudou no gymnasium de Irkoutsk antes de prosseguir seus estudos na  Universidade de Moscou,  onde se especializou em zoologia e em geologia. Em 1868 viajou extensivamente através do Turquestão, nos distritos de  Syr-Daria e de Samarcanda. Pouco depois do seu retorno parte para Kokand (Fergana, Uzbequistão) onde visitou uma grande  parte do seu território ainda largamente desconhecido. Na volta para a Europa morreu em  Mont Blanc, durante uma visita à Suíça.
Seus escritos sobre as explorações e seus descobrimentos foram publicados pelo governo russo: Sua viagem ao Turquestão, em 1874; o Canato de Cocande, em 1875; e suas observações botânicas, em 1876.
Descobriu o ciclo vital do parasita Dracunculus  causador da Dracunculíase, geralmente conhecida  como "Infecção pelo Verme da Guiné".
Era casado com a botânica Olga Fedchenko.

## Publicações
- 1875: Puteshestvie v Turkestan; zoogeographicheskia izledovania. Gos. izd-vo Geograficheskoi Literatury, Moscou.

## Homenagens
Em sua honra foram nomeados:
- O Glaciar Fedchenko, na cordilheira Pamir
- O asteroide 3195 Fedchenko